# Campeonato Mundial de Ciclismo en Ruta de 1937

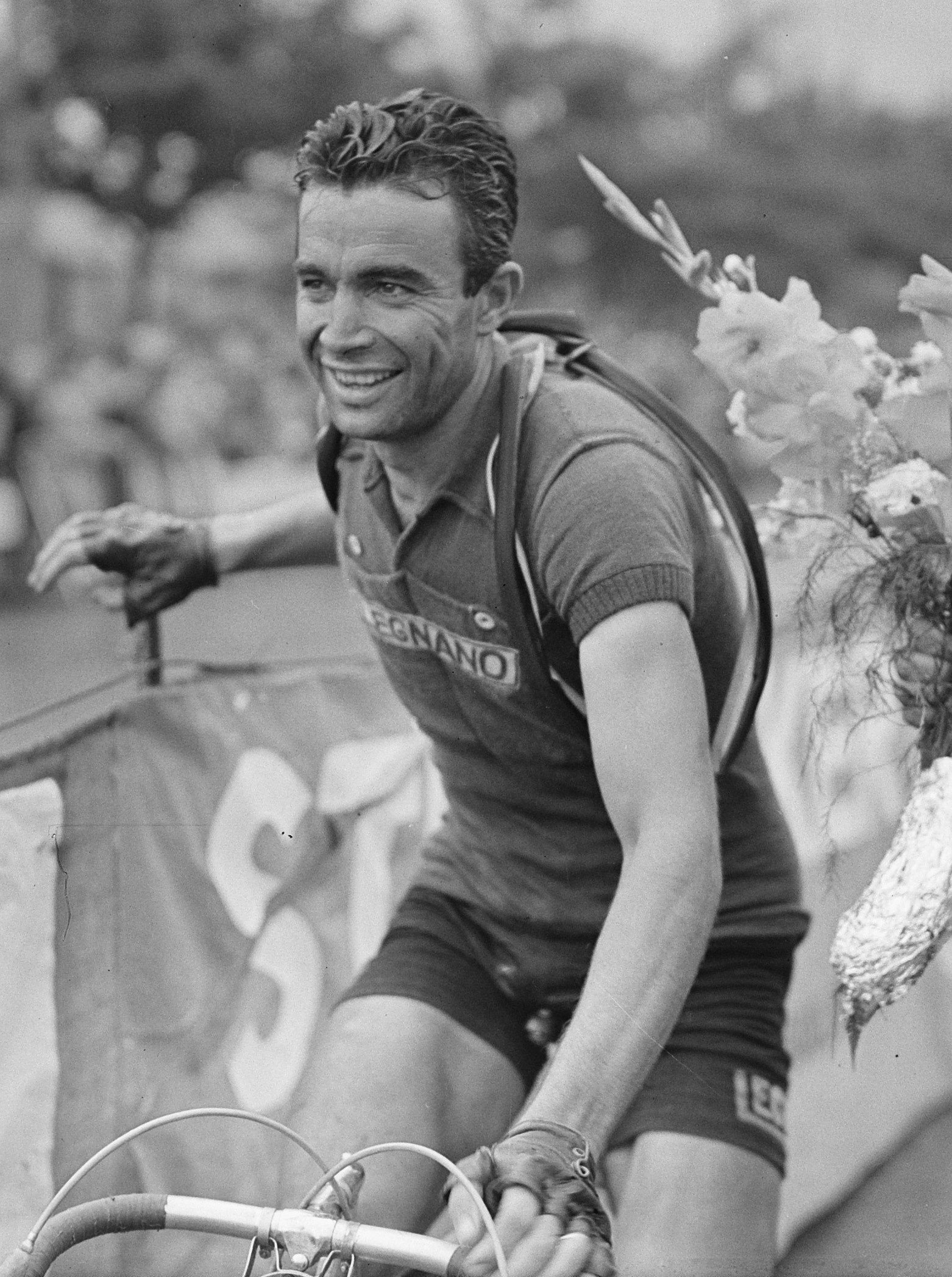
Foto de Adolfo Leoni en 1939.

Los Campeonatos del mundo de ciclismo en ruta de 1937 se celebró en la localidad danesa de Copenhague el 6 de septiembre de 1937. 

## Resultados
| Evento                     | Oro                       | Oro        | Plata                    | Plata | Bronce            | Bronce |
| -------------------------- | ------------------------- | ---------- | ------------------------ | ----- | ----------------- | ------ |
| Pruebas masculinas         |                           |            |                          |       |                   |        |
| Hombres - carrera en línea | Eloi Meulenberg · Bélgica | 7h 59' 48" | Emil Kijewski            | m.t.  | Paul Egli · Suiza | m.t.   |
| Amateur - carrera en línea | Adolfo Leoni              | 5h 48' 20" | Frode Sørensen Dinamarca | m.t.  | Fritz Scheller    | m.t.   |